# تاريخ ويلز الحديث

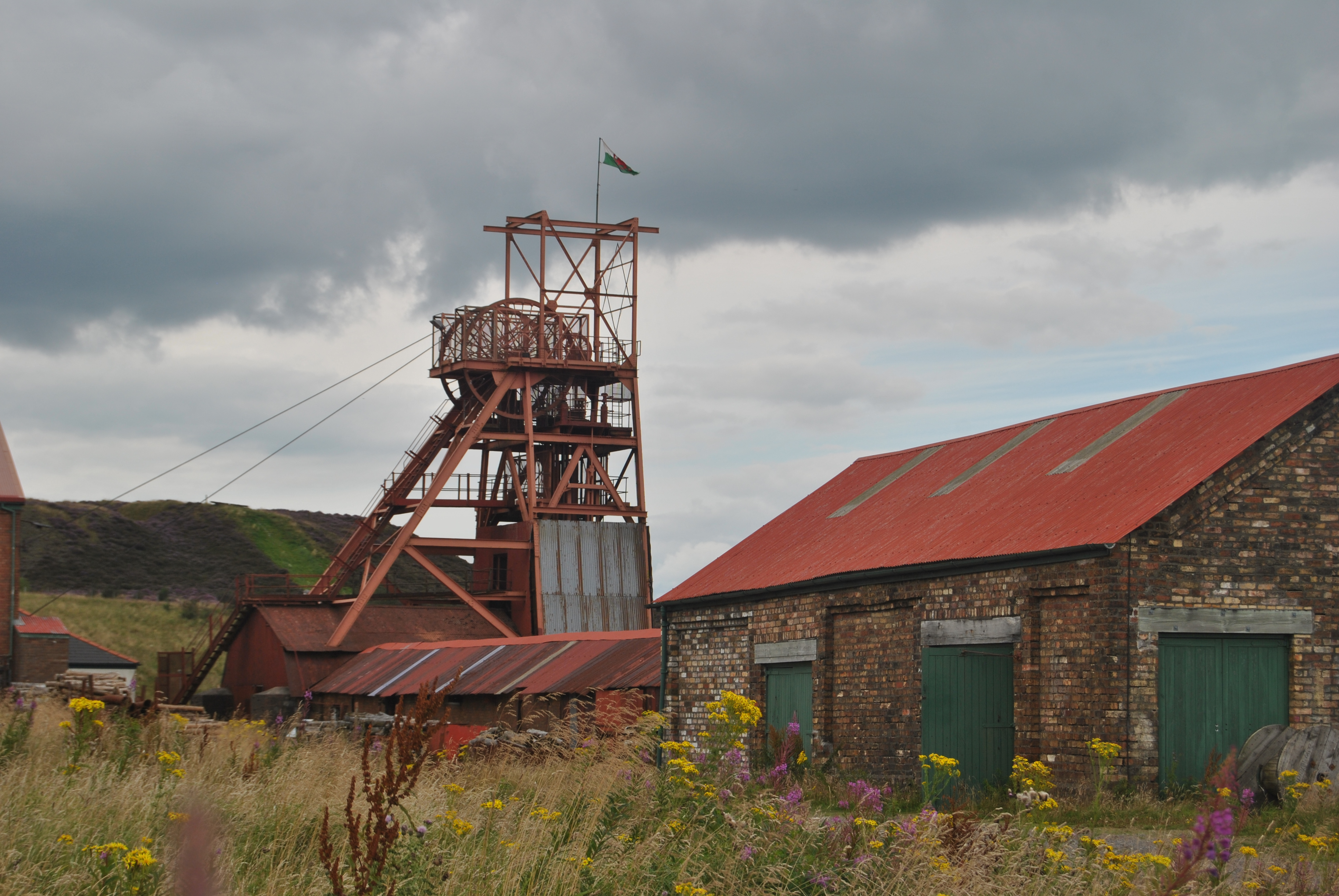
متحف الفحم الوطني في بيج بيت، ويلز

يبدأ تاريخ ويلز الحديث في القرن التاسع عشر حين شهدت منطقة جنوبي ويلز تحولًا صناعيًا واسعًا في ما يتعلق بالمعدات الحديدية؛ إذ أدى هذا، إلى جانب انتشار مناجم الفحم ووصولها إلى واديَي كانون وروندا (بالإنجليزية: Cynon and Rhondda valleys) منذ أربعينيات القرن التاسع عشر، إلى تزايد عدد السكان. وأفضلت الآثار الاجتماعية للتحول الصناعي إلى انتفاضات مسلحة ضد الملّاك الإنجليز بمعظمهم. وتطورت الاشتراكية في جنوبي ويلز خلال القسم المتأخر من القرن، مصحوبةً بالتسييس المتزايد لحركة رفض الطاعة (بالإنجليزية: Nonconformist) ذات المنشأ الديني. انتُخب أول عضو برلمان من حزب العمال، كير هاردي، بصفة عضو مستجد عن الدائرة الانتخابية الويلزية في ميرثير تيدفيل وأبردير عام 1900.
كان العقد الأول من القرن العشرين فترة ازدهار الفحم في جنوبي ويلز، إذ تجاوز النمو السكاني نسبة 20 بالمئة. أثرت التغيرات الديمغرافية في الحدود اللغوية، إذ تراجعت نسبة المتحدثين باللغة الويلزية في وادي روندا من 64 بالمئة في عام 1901 إلى 55 بالمئة بعد عشر سنوات، وظهرت مثل هذه التوجهات في أماكن أخرى من جنوبي ويلز. حل حزب العمال محل الليبراليين ليصبح الحزب السائد في ويلز بعد الحرب العالمية الأولى، وعلى وجه التحديد في منطقة الأودية الصناعية ضمن منطقة جنوبي ويلز. أسِس حزب ويلز (بلايد كومري، بالويلزية: Plaid Cymru) في عام 1925 لكن نموه كان بطيئًا أول الأمر وحصد بعض الأصوات في الانتخابات البرلمانية. تراجعت القطاعات الصناعية، ولا سيما قطاع الفحم، بعد الحرب العالمية الثانية. وبحلول بدايات تسعينيات القرن العشرين، لم يتبقَ إلا منجم عميق واحد قيد العمل في ويلز. وقد شهد قطاع الفولاذ تراجعًا مشابهًا، وتزايد اعتماد الاقتصاد الويلزي –مثل الاقتصاد لدى بقية المجتمعات المتطورة– على قطاع الخدمات المتوسع.
أظهرت نتائج الإحصاء الرسمي لعام 2001 تزايدًا في عدد المتحدثين باللغة الويلزية إذ بلغوا نسبة 21% من السكان الذين تتجاوز أعمارهم ثلاث سنوات، مقارنةً مع 18.7% في عام 1991 و19.0% في عام 1981. وقد قابل هذا تراجع ثابت أظهرته نتائج الإحصاء الرسمي خلال القرن العشرين.

## القرن التاسع عشر

### التحول الصناعي
في بدايات القرن التاسع عشر، شهدت أجزاء من ويلز تحولًا صناعيًا واسعًا. فازدهرت صناعة المعدات الحديدية في منطقة الوديان جنوبي ويلز، وامتد الازدهار من جنوب سلسلة جبال بريكون بيكنز، وعلى وجه التحديد حول بلدة ميرثير تيدفيل الجديدة، ثم انتشر إنتاج الحديد في ما بعد باتجاه الغرب إلى المناطق المجاورة لبلدة نيث ومدينة سوانزي حيث كان التنقيب عن الفحم الصلب جاريًا في الأساس. وبدءًا من أربعينيات القرن التاسع عشر، انتشرت مناجم الفحم إلى واديَي كانون وروندا، وأدى ذلك إلى تزايد سكاني سريع في هذه المناطق.
ونجم عن الآثار الاجتماعية للتحول الصناعي نزاع اجتماعي مرير بين العمال الويلزيين وملّاك المناجم والمصانع الإنجليز بمعظمهم. خلال ثلاثينيات القرن التاسع عشر، قامت انتفاضتان مسلحتان، واحدة في ميرثير تيدفيل عام 1831، والانتفاضة الميثاقية في نيوبورت عام 1839 بقيادة جون فروست. وكانت أعمال شغب ريبيكا (رفقة)، التي اندلعت بين عامي 1839 و1844 في جنوبي ويلز ووسطها، ذات منشأ ريفي. إذ قامت احتجاجًا ليس فقط على الضرائب المرتفعة التي تعين دفعها على الطرقات المأجورة المحلية، بل كانت تحتج أيضًا على الحرمان الذي يعاني منه الريف.
نتيجةً لهذه الاضطرابات من بين أسباب أخرى، أجري تحقيق حكومي حول حالة التعليم في ويلز. وقد أجراه ثلاثة مندوبين إنجليز لم يكونوا يتحدثون الويلزية واعتمدوا على معلومات مأخوذة من شهود، كان كثير منهم رجال دين أنجيليكانيين. وتوصل تقريرهم، الذي نُشر في عام 1847 بعنوان تقرير من مندوبي التحقيق حول حالة التعليم في ويلز، إلى نتيجة أن الويلزيين يتصفون بالجهل والكسل وانعدام الأخلاق، وأن ذلك ناتج عن اللغة الويلزية وحركة رفض الطاعة. أدى ذلك إلى ردة فعل غاضبة في ويلز، حيث أطلِق على واقعة نشر التقرير اسم خيانة الكتب الزرقاء.
وقد اكتسبت الاشتراكية شعبية سريعة ضمن المناطق الصناعية في جنوبي ويلز خلال القسم اللاحق من القرن، وصاحب ذلك تسييس متزايد لحركة رفض الطاعة ذات المنشأ الديني. انتُخب أول عضو برلمان من حزب العمال، كير هاردي، بصفة عضو مستجد عن الدائرة الانتخابية الويلزية في ميرثير تيدفيل وأبردير عام 1900. وكما هو الحال لدى العديد من الشعوب الأوروبية، بدأت أولى حركات الاستقلال الوطني في عقدَي الثمانينيات والتسعينيات من القرن التاسع عشر مع تشكيل حركة ويلز الفتاة (كومري فيد، بالويلزية: Cymru Fydd)، بقيادة سياسيين من الحزب الليبرالي مثل ت. إ. إليس وديفيد لويد جورج.

### الإصلاح الزراعي
أشارت الدمدمة التي سادت في ثمانينيات القرن التاسع عشر إلى أن اضطرابات الإصلاح الزراعي احتمال واضح في ويلز. استقدم ت. إ. إليس وديفيد لويد جورج المصلح الأيرلندي مايكل دافيت إلى ويلز في عام 1886 لإدارة حملة إصلاحية. وكثيرًا ما قارن المصلحون الويلزيون وضعهم بأيرلندا، رغم أن حالتهم كانت أفضل بكثير. ففي ويلز، كان الدخل أعلى، والعلاقات بين المستأجرين والملّاك ودية على العموم، إذ لم يكن ثمة أي شكل من أشكال التوتر بين المستأجرين الكاثوليك المحرومين من الحقوق السياسية وبين الملّاك البروتستانت ذوي الامتيازات. وقد فترت همة الإصلاح في ويلز إذ لم يظهر المزارعون الكثير من الحماسة، وانقسم المصلحون بين أنفسهم. ثم تحسنت الأوضاع الاقتصادية في تسعينيات القرن التاسع عشر، ورضيت رابطة الأراضي ببضعة إصلاحات محدودة المدى.